# Gerolamo Ramorino
Gerolamo Ramorino (Genova, 8 aprile 1792 – Torino, 22 maggio 1849) è stato un generale italiano al servizio del Regno di Sardegna.
Accusato di tradimento e della disfatta riportata nel 1849 nella battaglia di Novara, venne fucilato nello stesso anno.

## Biografia
Di famiglia genovese, Gerolamo Ramorino compì gli studi dapprima al liceo di Versailles e poi all'École spéciale militaire de Saint-Cyr, dalla quale uscì nel 1809 con il grado di sottotenente di fanteria. Combatté giovanissimo in Austria, prendendo parte alla battaglia di Wagram (1809), e in Russia (1812) con Napoleone, che lo ricompensò nominandolo ufficiale d'ordinanza durante i Cento Giorni, dopo i quali fece ritorno in Piemonte. Nel 1821 prese parte ai moti rivoluzionari piemontesi e quindi riparò dapprima in Francia e poi in Polonia, dove, nel 1830, ebbe un ruolo di comando nella rivolta di novembre, scoppiata il 29 novembre 1830 a Varsavia e conclusa nell'ottobre 1831.
Massone, il 14 dicembre 1831 fu presente e onorato assieme a Lafayette in una tenuta a Logge francesi riunite.
Partecipò all'invasione della Savoia decisa da Giuseppe Mazzini, nel 1834, dopo il fallimento della quale si trasferì a Parigi. Dopo l'armistizio di Salasco, offrì la sua collaborazione all'esercito sabaudo e passò sotto il comando del generale Wojciech Chrzanowski.
Nel 1849, come generale di divisione dell'esercito piemontese, ricevette l'incarico di bloccare il passaggio del canale Gravellone da parte delle forze austriache. Forse a causa della scarsa precisione degli ordini, ritenne preferibile schierarsi alla destra del Po, per attirare i nemici a Voghera. Per questo fu ritenuto traditore e gli fu attribuita, insieme a Chrzanowski, la responsabilità per la disfatta di Novara; fu condannato dalla corte marziale, in base all'art. 259 n. 5 del codice penale militare del 1840, che sanciva la pena di morte anche a chi «avrà impedito il buon esito di un'operazione militare», e fucilato nella Piazza d'Armi di Torino (il luogo della città dove si svolgevano tutte le parate militari) il 22 maggio 1849. Chiese e ottenne di essere egli stesso a comandare il plotone di esecuzione. Gli è stata attribuita la celebre frase: «La storia mi giustificherà».